# دیانت
دیانت (به فرانسوی: Diant) یک منطقهٔ مسکونی در فرانسه است که در سن-ا-مارن واقع شده‌است. دیانت ۱۰٫۹۴ کیلومتر مربع مساحت دارد.